# Inceptionv3
Inceptionv3 és una xarxa neuronal convolucional per ajudar en l'anàlisi d'imatges i la detecció d'objectes, i va començar com a mòdul per a GoogLeNet. És la tercera edició de la xarxa neuronal convolucional d'inici de Google, introduïda originalment durant el repte de reconeixement d'ImageNet. El disseny d'Inceptionv3 pretenia permetre xarxes més profundes alhora que evita que el nombre de paràmetres creixi massa: té "menys de 25 milions de paràmetres", en comparació amb els 60 milions d'AlexNet.
De la mateixa manera que ImageNet es pot pensar com una base de dades d'objectes visuals classificats, Inception ajuda a classificar objectes en el món de la visió per ordinador. L'arquitectura Inceptionv3 s'ha reutilitzat en moltes aplicacions diferents, sovint utilitzada "preentrenada" d'ImageNet. Un d'aquests usos és en ciències de la vida, on ajuda en la investigació de la leucèmia.
El nom original (Inception) va rebre el nom en clau d'aquesta manera després que un popular meme d'Internet "'hem d'anar més en profunditat'" es va fer viral, citant una frase de la pel·lícula Inception de Christopher Nolan.